# Керченская оборонительная операция
Ке́рченская оборони́тельная опера́ция или Опера́ция «Охо́та на дроф» (нем. Trappenjagd) — операция 11-й армии вермахта против Крымского фронта РККА, проводившаяся 7—15 мая 1942 года. Закончилась утерей советскими войсками Керченского полуострова, поражением Крымского фронта и его последующим расформированием. Её результаты предопредели последующее падение обороны Севастополя. 

## Военно-стратегическая ситуация

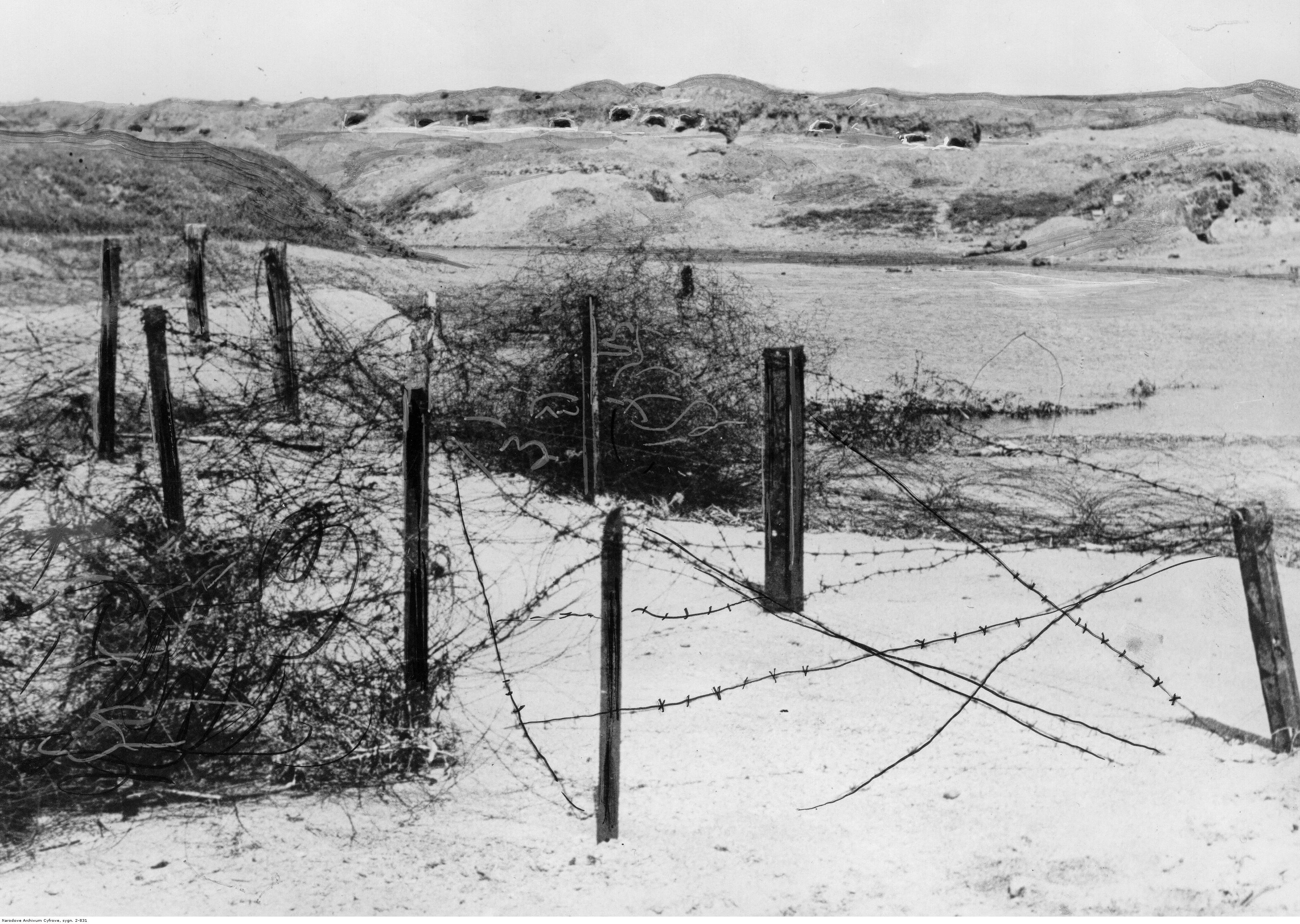
Советские инженерные заграждения на Керченском полуострове

18 октября 1941 года 11-я армия вермахта под командованием Эриха фон Манштейна начала операцию по захвату Крыма. К 16 ноября весь полуостров, кроме Севастополя, был оккупирован.
В декабре 1941 — январе 1942 года в результате Керченско-Феодосийской десантной операции советские войска вернули Керченский полуостров и продвинулись за 8 дней на 100—110 км. Однако уже 18 января немецкие войска вернули Феодосию.
В феврале—апреле 1942 года советские войска трижды предпринимали попытки переломить ход событий в Крыму, но в итоге только понесли большие потери (за период с 14 января по 12 апреля 1942 года потери Крымского фронта составили более 110 тысяч человек, в том числе более 43 тысячи безвозвратно).

## Планы немецкого командования
Директивой ОКВ № 41 от 5 апреля 1942 года немецкой 11-й армии ставилась задача очистить от противника Керченский полуостров и овладеть Севастополем.
Э. Манштейн вспоминал после войны:

На южном участке своего фронта — между Чёрным морем и селом Кой-Ассаном — он в основном по-прежнему занимал свой старый, хорошо оборудованный парпачский рубеж, так как все его атаки на этом участке были отбиты. На северном же участке его фронт отклонялся большой дугой на запад до Киета, выходя далеко вперёд за этот рубеж. Этот фронт образовался в то время, когда противник сбил с позиций 18-ю румынскую дивизию.
…Наша разведка показала, что противник сосредоточил две трети своих сил на северном участке… На южном участке оборону занимали только три дивизии и ещё две-три дивизии составляли резерв…

Эта обстановка и явилась основой, на которой штаб армии разработал план операции «Охота на дроф». Замысел заключался в том, чтобы нанести решающий удар не непосредственно по выдающейся вперёд дуге фронта противника, а на южном участке, вдоль побережья Чёрного моря, то есть в том месте, где противник, по-видимому, меньше всего его ожидал.
После прорыва фронта на южном участке и выхода ударной группировки к селу Парпач Манштейн планировал повернуть её на север и окружить главные силу 47-й и 51-й армий, прижав их к Азовскому морю, а частью сил наступать на Турецкий вал — Керчь, перехватывая возможные пути отхода советских войск и разрушая их тылы. Остальные войска должны были фронтальными действиями сковать 47-ю и 51-ю армии. Выбор направления главного удара был сделан благодаря выгодной для немецко-румынской стороны конфигурации линии фронта, а также наличия против фронта 44-й армии господствующих высот, с которых просматривалась вся оперативная глубина её обороны. Кроме того, Маштейн учёл ошибки советского командования — все наиболее боеспособные части были как можно ближе стянуты к линии фронта, в тылу не было ни надлежащим образом оборудованных рубежей обороны (на ряде участков только началось их сооружение), ни войск, способных их оперативно занять и тем самым задержать немецкое наступление, а армейский второй эшелон 44-й армии располагался всего в 3-4 километрах за передовой. Советская оборона была построена в один эшелон. В условиях превосходства Крымского фронта в войсках и в вооружении, большую роль немецкое командование уделяло взаимодействию с своей авиацией, которой в операции отводилась важная роль.
Для введения в прорыв было специально создано импровизированное немецко-румынское мобильное соединение бригада Гроддека (позднее Корне) из моторизованных частей из полков рошиоров, мотоциклистов и легкой бронетехники.
Так, уже за несколько недель до наступления, немецкая авиация усилила борьбу с советскими перевозками в Керченском проливе, потопив значительное количество плавсредств и создав трудности в обеспечении войск фронта боеприпасами и горючим.

## Силы сторон

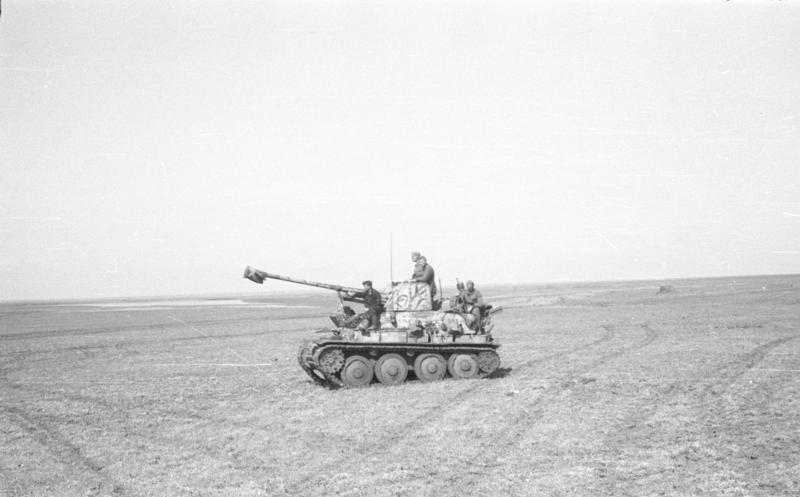
Противотанковая САУ Marder III на Керчерском полуострове, май 1942, Бундесархив

### Вермахт и Румынская армия
11-я армия (командующий — генерал-полковник Э. фон Манштейн)
- 30-й армейский корпус (генерал-лейтенант М. Фреттер-Пико)
  - 28-я егерская дивизия
    - приданный 190-й дивизион штурмовых орудий

  - 50-я пехотная дивизия
  - 132-я пехотная дивизия
  - 170-я пехотная дивизия
  - 22-я танковая дивизия
- 42-й армейский корпус (генерал пехоты Франц Маттенклотт)
  - 46-я пехотная дивизия
- 7-й румынский армейский корпус (генерал Флореа Митрэнеску)[8]
  - 10-я румынская пехотная дивизия
  - 19-я румынская пехотная дивизия
  - 8-я румынская кавалерийская бригада

Авиационную поддержку 11-й армии оказывал 4-й воздушный флот (командующий В. фон Рихтгофен), выделивший для действий на Керченском полуострове до 700 самолётов. Общая численность немецко-румынской группировки перед началом наступления составляла до 150 000 человек, 2 472 орудия и миномёта, 180 танков.

### РККА[10]
21 апреля 1942 года было образовано Главное командование Северо-Кавказского направления во главе с маршалом С. М. Будённым. Ему подчинялись Крымский фронт, Севастопольский оборонительный район, Северо-Кавказский военный округ и Черноморский флот с Азовской военной флотилией. 
Крымский фронт (командующий генерал-лейтенант Д. Т. Козлов, члены Военного совета дивизионный комиссар Ф. А. Шаманин и секретарь Крымского обкома ВКП(б) B. C. Булатов, начальник штаба генерал-майор П. П. Вечный, представитель Ставки ВГК Л. З. Мехлис)
- 44-я армия (генерал-лейтенант С. И. Черняк)
  - 63-я горнострелковая дивизия
  - 157-я стрелковая дивизия
  - 276-я стрелковая дивизия
  - 396-я стрелковая дивизия
  - 404-я стрелковая дивизия
  - 124-й и 126-й отдельные танковые батальоны
- 47-я армия (генерал-майор К. С. Колганов)
  - 77-я горнострелковая дивизия
  - 224-я стрелковая дивизия
  - 236-я стрелковая дивизия
  - 271-я стрелковая дивизия
  - 320-я стрелковая дивизия
- 51-я армия (генерал-лейтенант В. Н. Львов)
  - 138-я стрелковая дивизия
  - 302-я стрелковая дивизия
  - 390-я стрелковая дивизия
  - 398-я стрелковая дивизия
  - 400-я стрелковая дивизия
- Во фронтовом подчинении
  - 156-я стрелковая дивизия
  - 72-я кавалерийская дивизия
  - 12-я, 139-я и 143-я стрелковые бригады, 83-я морская стрелковая бригада, 151-й УР, 54-й мотострелковый полк, 13-й отдельный мотоциклетный полк
  - 39-я, 40-я, 55-я и 56-я танковые бригады, 79-й и 229-й отдельные танковые батальоны

ВВС Крымского фронта возглавлял генерал-майор Е. М. Николаенко.
Численность Крымского фронта составляла 296 тыс. человек, 4 653 орудия и миномёта, 213 исправных танков, 406 исправных самолётов.

## Ход боевых действий

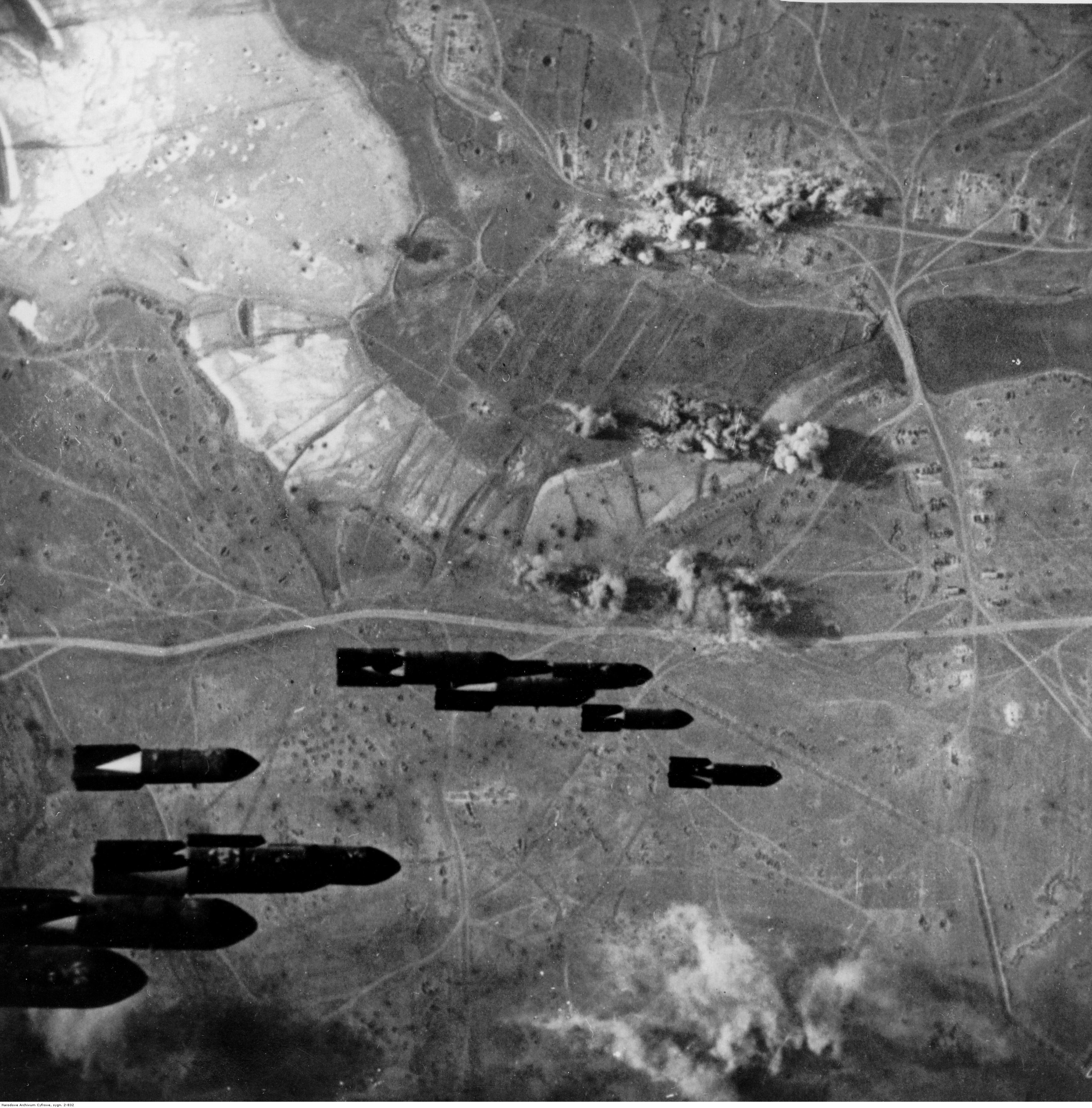
Немецкая авиация бомбит советские позиции на Керченском полуострове, май 1942. Narodowe Archiwum Cyfrowe, Польша

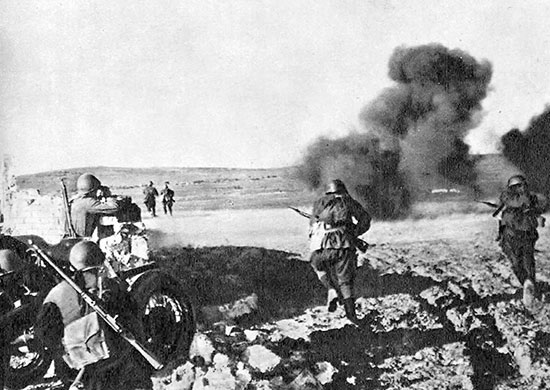
Советские солдаты контратакуют противника на Крымском фронте. 1942 г.

Операция началась 7 мая 1942 года. Первый удар был нанесён с воздуха. Бомбардировщики нанесли прицельный удар по заранее разведанным целям. В результате советские штабы, долгое время не менявшие своего расположения, понесли большие потери.
8 мая после артиллерийской подготовки началось наступление 30-го армейского корпуса, на направлении главного удара действовала 132-я пехотная дивизия генерала Ф. Линдеманна, наступление велось в полосе советской 44-й армии. В первые часы сражения советские войска Крымского фронта удерживали фронт обороны, но после истощения боеприпасов, усиления немецкой авиации и проведения немцами повторной артиллерийской подготовки он был прорван на фронте 5 км и на глубину 8 км. Успеху противника способствовала и высадка немцами шлюпочного десанта с моря численностью до батальона в тылу 63 горнострелковой дивизии, что вызвало панику.
9 мая немецкое командование наращивало силу удара, введя в бой 170-ю пехотную дивизию. Также начала наступление немецкая 22-я танковая дивизия (до 100 танков), к 10 мая она прорвалась в глубину обороны Крымского фронта и развернулась на север, выходя на коммуникации 47-й и 51-й армий. Командование Крымского фронта поспешно потребовало от командующих армий нанести контрудары по прорвавшемуся противнику Во время авиаудара 9 мая командующий 51-армией генерал-лейтенант В. Н. Львов был убит, а его заместитель генерал-майор К. Ф. Баронов — тяжело ранен. Исполняющим обязанности командующего стал начальник штаба армии полковник Г. П. Котов.

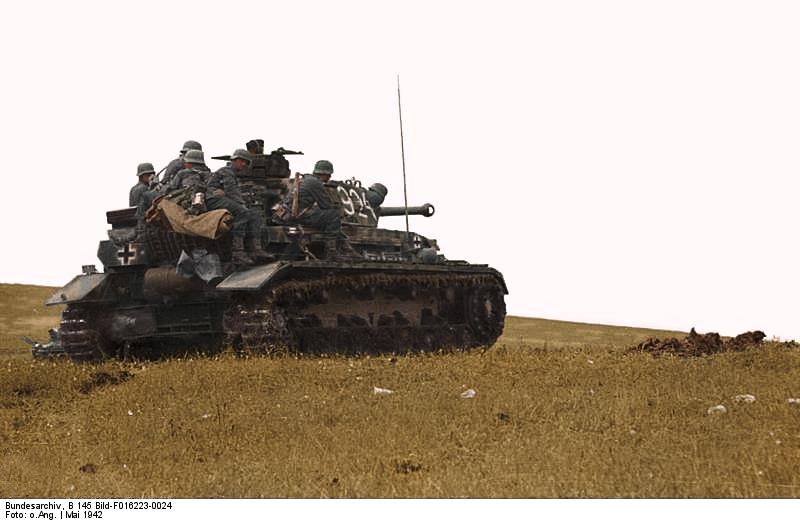
Танк Panzer IV с пехотой на броне на Керченском полуострове

Смешанное немецко-румынское оперативное соединения «моторизованная бригада Гроддека» (по советским источникам 40 автомобилей, 10 танков и 100 мотоциклов) во второй половине дня 9 мая 1942 года в 18.00 захватила аэродром Харджи-Бие, в 19.30 — аэродром Карангит, в 20.00 — район Марфовки с аэродромом, уничтожив на земле 35 истребителей И-153, всего «группой Гроддека» захвачено и уничтожено на земле 58 советских самолётов.

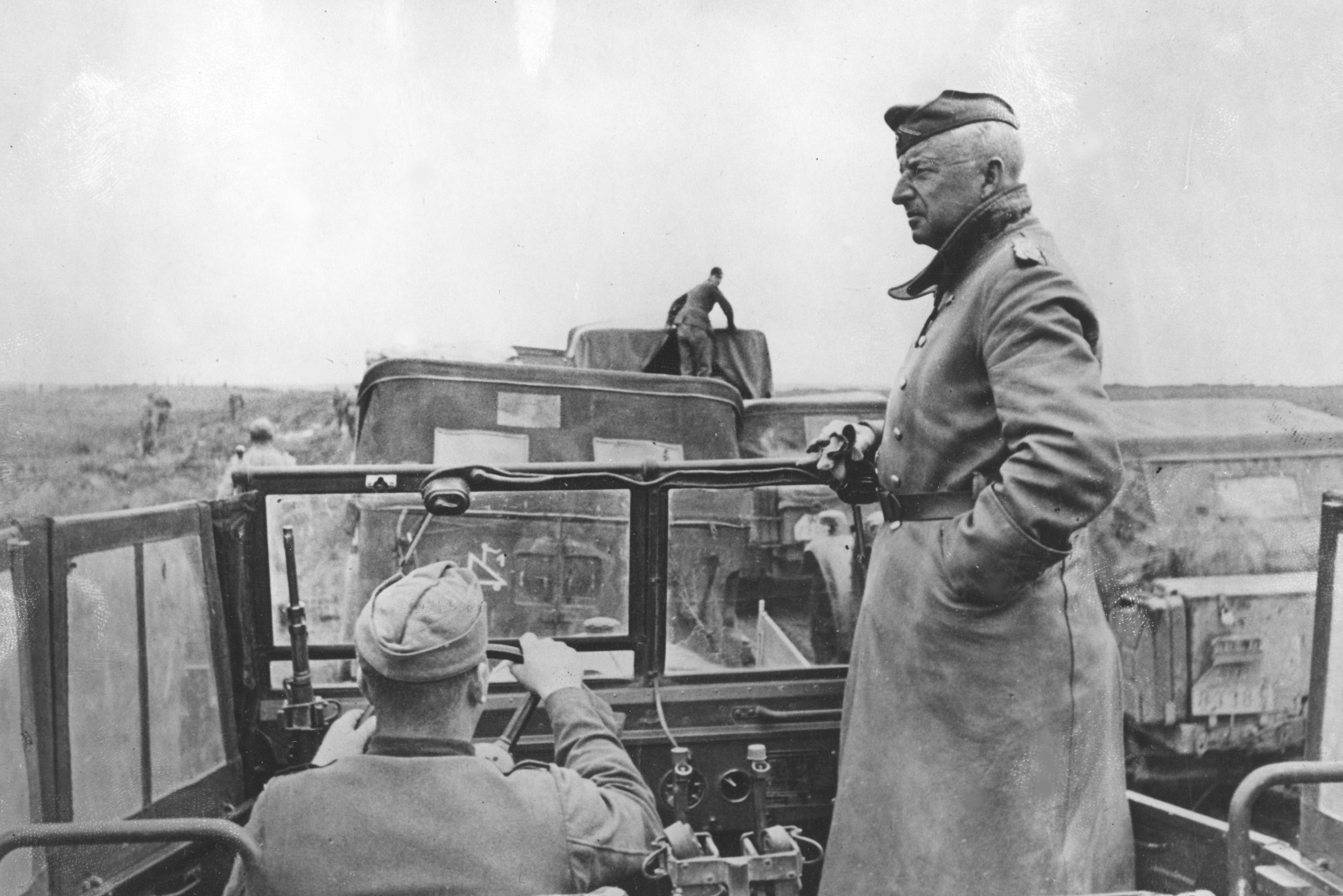
Э. фон Манштейн в походной колонне под Керчью, май 1942. Фото Бундесархив.

Ночью 10 мая в ходе переговоров между комфронта Д. Т. Козловым и И. В. Сталиным было принято решение отвести войска фронта на Киммерийский вал (он же Узунларский или Аккосов вал — от Казантипского залива на севере до Узунларского и Кояшского озёр на юге) и организовать на его линии оборону. Но получить приказ на отход 51-я и 47-я армии уже не смогли. Эта задержка стала причиной последующей катастрофы.
К исходу дня 10 мая передовые части немецкого 30-го армейского корпуса вышли к Киммерийскому (Узунларскому) валу. 10 и 12 мая немцы высадили воздушные десанты в тылу 44-й армии. 11 мая немецкие войска частью сил повернули на север, и сумели выполнить первоначальный замысел операции: перехватить пути отхода 47-1 и 51-й армий (в этот день войска этих армий были в 85 километрах от Керчи, а передовые немецкие войска — в 35 километрах). Начавшие отход советские войска подвергались непрерывным ударами авиации и сосредоточенному огню артиллерии. Потери в этот день стали огромными. 13 мая советская оборона и на Турецком вале была прорвана. Оборонять Керчь более было некому. Противник прорвался на её окраины.
В сводке Совинформбюро от 13 мая 1942 года сообщалось: "B течение 13 мая на Керченском полуострове наши войска, ввиду превосходства сил противника, отошли на новые позиции. Сообщение немецкого командования о том, что бои на Керченском полуострове закончились в пользу немцев и что немецкие войска захватили большое количество пленных, танков и орудий, является лживым. Наши войска отходят в порядке и наносят наступающим немецко-фашистским войскам огромные потери".
В ночь на 14 мая маршал С. М. Будённый разрешил эвакуацию войск с Керченского полуострова, несколькими часами позднее соответствующее разрешение пришло и от И. В. Сталина. К исходу 15 мая противник занял Керчь. Разобщённые остатки советских войск дрались в трёх разрозненных узлах сопротивления: металлургический завод имени Войкова в Керчи, посёлок Еникале и село Опасное. Эвакуация оттуда под непрерывным артиллерийско-авиационным огнём продолжалась по 20 мая и сопровождалась большими потерями. После исчерпания возможностей к сопротивлению в городе уцелевшие защитники Керчи ушли в Аджимушкайские каменоломни.
На Таманский полуостров удалось вывезти около 140 000 человек, 157 самолётов, 22 орудия и 29 установок «катюша».
После окончания эвакуации директивой Ставки Крымский фронт и Северо-Кавказское направление были ликвидированы. Остатки войск направлялись на формирование нового Северо-Кавказского фронта (командующий — маршал С. М. Будённый).

## Итоги сражения
Советские войска в районе Керчи потерпели сокрушительное поражение. В результате положение на южном фланге советско-германского фронта значительно усложнилось. Противник стал угрожать вторжением на Северный Кавказ через Керченский пролив и Таманский полуостров. Вскоре после эвакуации советских войск с Керченского полуострова Манштейн перебросил освободившиеся войска и артиллерию под Севастополь и начал спешную подготовку к третьему штурму города. Туда же он перебросил часть захваченной советской артиллерии и транспортных средств, тоже использованных в боях. В итоге в ходе очередного штурма в июне-июле 1942 года город был взят (см. Оборона Севастополя).
После падения Керчи и Севастополя немецкое командование могло использовать высвободившиеся силы немецкой 11-й армии на любом участке советско-германского фронта. За эти успехи 1 июля 1942 года Э. фон Манштейн получил звание генерал-фельдмаршала.

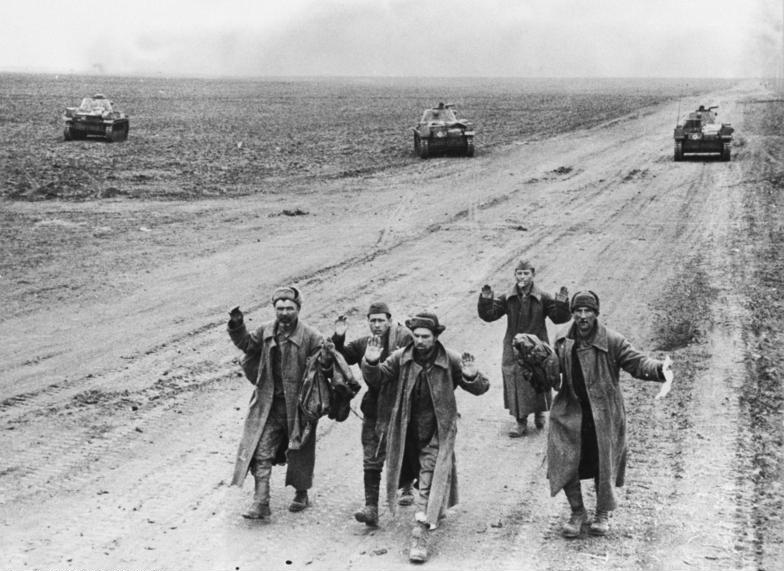
Советские солдаты сдаются в плен в полосе наступления 22-й танковой дивизии.

### Потери советских войск
С 8 мая Крымский фронт потерял безвозвратно 162 282 человек, 4646 орудий и миномётов, 196 танков, 417 самолётов, 10,4 тысячи автомашин, 860 тракторов и другое имущество.
Э. фон Манштейн заявил о захвате 170 тысяч пленных, захвате и уничтожении 258 танков и 1133 орудий.

### Потери немецких войск
Немецкие войска, по данным английского источника из 2008 года, потеряли всего 3397 человек (из них убитыми 600 человек), 8 танков, 3 штурмовых орудия, 9 артиллерийских орудий, что вызывает немалое удивление в методах подсчёта. Согласно другой книге этого же автора, изданной в 2014 году, немецкие потери за 8-19 мая 1942 года составили 7588 человек (1703 убитых или попавших в плен) и 12 танков.
Данные о немецких потерях (с разбивкой по дивизиям и со ссылками на немецкие архивы) приведены в работе А. В. Исаева «Поражение Крымского фронта» и составляют 9 592 человека (в том числе 2 026 убитыми, 7 124 ранеными и 442 пропавшими без вести.

### Оргвыводы советского командования
Уже 4 июня 1942 года вышла директива Ставки ВГК № 155452 «О причинах поражения Крымского фронта в Керченской операции». В ней указывалось на «непонимание природы современной войны» командованием Крымского фронта и его армиями и выдвигались обвинения в «бюрократическом и бумажном методе руководства».
В этом же документе были сделаны и оргвыводы:
- Представитель Ставки ВГК армейский комиссар 1-го ранга Л. З. Мехлис был снят с постов заместителя наркома обороны СССР и начальника Главного политуправления Красной Армии и понижен в звании до корпусного комиссара.
- Генерал-лейтенант Д. Т. Козлов был снят с поста командующего фронтом и понижен в звании до генерал-майора.
- Дивизионный комиссар Ф. А. Шаманин снят с поста члена Военного совета фронта и понижен в звании до бригадного комиссара.
- Генерал-майор П. П. Вечный снят с должности начальника штаба фронта.
- Генерал-лейтенант С. И. Черняк и генерал-майор К. С. Колганов были сняты с постов командующих уже не существующими армиями и понижены в звании до полковников.
- Генерал-майор Е. М. Николаенко был снят с поста командующего ВВС фронта и понижен в звании до полковника.[17]

Поражение Крымского фронта стало большим ударом для начальника Генерального штаба Красной Армии маршала Б. М. Шапошникова. Ещё ночью 11 мая он подписывал директивы Ставки ВГК, а уже вечером того же дня очередную директиву войскам подписали И. В. Сталин и А. М. Василевский (он стал исполняющим обязанности начальника Генерального штаба).
В Директиве Ставки не проанализирована ответственность её самой и Генерального штаба, но ряд исследователей настаивают и на их доле вины: наличие промежуточного органа управления в лице Главного командования войск Северо-Кавказского направления, прямое и некомпетентное вмешательство представителя Ставки Л. З. Мехлиса в командование фронтом, совершенно неправильное подчинение всей авиации Крымского фронта уже в ходе сражения заместителю командующего авиацией дальнего действия, неготовность фронта к обороне прежде всего потому, что Ставка вплоть до начала немецкого наступления продолжала ставить ему наступательные задачи, не обеспечивая их необходимыми ресурсами.

## Оценки современников
Мнение К. Симонова, посетившего Крымский фронт за два месяца до трагедии:

Катастрофа произошла через два месяца после того, как я уехал отсюда, из Керчи, после неё, задним числом, мне можно и не поверить, но тогда, когда я возвращался из армии сначала в Керчь, а потом в Москву после зрелища бездарно и бессмысленно напиханных вплотную к передовой войск и после связанной со всем этим бестолковщины, которую я видел во время нашего неудачного наступления, у меня возникло тяжёлое предчувствие, что здесь может случиться что-то очень плохое.
Войск было повсюду вблизи передовой так много, что само их количество как-то ослабляло чувство бдительности. Никто не укреплялся, никто не рыл окопов. Не только на передовой, на линии фронта, но и в тылу ничего не предпринималось на случай возможных активных действий противника.
Здесь, на Крымском фронте, тогда, в феврале, был в ходу лозунг: «Всех вперёд, вперёд и вперёд!» Могло показаться, что доблесть заключается только в том, чтобы все толпились как можно ближе к фронту, к передовой, чтобы, не дай бог, какие-нибудь части не оказались в тылу, чтобы, не дай бог, кто-нибудь не оказался вне пределов артиллерийского обстрела противника… Какая-то непонятная и страшная мания, с которой мне не приходилось сталкиваться ни до, ни после…..
Почти тридцать лет после конца войны и нашей победы, но я все ещё не могу перечитывать эти страницы дневника без боли и горя. Неудачное наступление, свидетелем которого я тогда оказался, было прямым преддверием всего дальнейшего. И во время февральской неудачи, и во время майского поражения Мехлис, действовавший на Крымском фронте в качестве уполномоченного Ставки и державший себя там как личный представитель Сталина, подмял под себя образованного, но безвольного командующего фронтом и всем руководил сам. Руководил, как может это делать человек лично фанатично храбрый, в военном отношении малокомпетентный, а по натуре сильный и не считающийся ни с чьим мнением. Мне рассказывали, что, когда после катастрофы в Крыму Мехлис явился с докладом к Сталину, тот не пожелал слушать его, сказал только одну фразу: «Будьте вы прокляты!» — и вышел из кабинета.
Я поверил в этот рассказ, во всяком случае, в его психологическую возможность.

И ещё больше укрепился в своем ощущении, прочитав в книге А. М. Василевского «Дело всей жизни» о том, с какой чрезвычайной строгостью Ставка в своей директиве от 4 июня 1942 года отнеслась к поражению в Керчи, несшему за собой тяжелые последствия для Севастополя: «Основная причина провала Керченской операции заключается в том, что командование фронта — Козлов, Шаманин, Вечный, представитель Ставки Мехлис, командующие армиями фронта, и особенно 44-й армии — генерал-лейтенант Черняк и 47-й армии — генерал-майор Колганов обнаружили полное непонимание природы современной войны…»

## Мнение генерала Д. Т. Козлова
Из письма Д. Т. Козлова к А. И. Смирнову-Несвицкому
«11.2.66 г. Здравствуйте, Александр Иванович! Большое Вам спасибо за то, что не забыли старого опального генерала. Опала моя длится вот уже почти 25 лет. В моей памяти часто встают события тех дней. Тяжко их вспоминать особенно потому, что вина за гибель всех наших полков лежит не только на нас, непосредственных участниках этих боёв, но и на руководстве, которое осуществлялось над нами. Я имею в виду не профана в оперативном искусстве Мехлиса, а командующего Северо-Кавказского направления и Ставку. Также я имею в виду Октябрьского, который по сути дела не воевал, а мешал воевать Петрову и строил каверзы Крымскому фронту… Я очень жалею, что не сложил там свою голову. Не слышал бы я несправедливостей и обид, ибо мёртвые срама не имут…».

## Комментарии
1. ↑  Специально для поддержки операции «Охота на дроф» в Крым был переброшены части 4-го воздушного флота люфтваффе, имевшие большой опыт непосредственной поддержки наземных войск.